# 刘洪 (1939年)
刘洪（1939年6月—），男，山东青岛人。中华人民共和国统计学家、国家统计局局长。

## 生平
1956年6月，刘洪参加工作。1964年8月，自山东大学政治系经济学专业。此后先后在山东省青岛市统计局、马列主义研究院、中央政治研究室工作。1974年1月，调到国家计委，后来历任政策研究室主任、长期规划司司长，1988年被评为研究员。1993年6月，出任广西壮族自治区人民政府副主席。1997年2月至2000年6月，任国家统计局局长。1998年6月兼任国务院第五次全国人口普查领导小组副组长。2000年6月，调任国有重点金融机构监事会主席（是15位国有重点金融机构监事会主席之一）。刘洪是第九届全国人大代表，第十届全国人大财经委员会委员。